# Centro Federal de Educação Tecnológica de Minas Gerais
El Centre Federal de Educaçao Tecnològica de Minas Gerais (Centro Federal de Educação Tecnológica de Minas Gerais, CEFET-MG) és un centre educatiu ubicat a Minas Gerais, Brasil. Els campus I, II i VI es troben a l'avinguda Amazonas, a Belo Horizonte. Els altres campus (Unitats Descentralitzades d'Educació - UNEDs), ubicats en l'estat de Mines Gerais a les ciutats de Leopoldina, Araxá, Divinópolis, Varginha, Timóteo i Nepomuceno.